# Construction Time Again
Construction Time Again är Depeche Modes tredje studioalbum, utgivet den 22 augusti 1983. Det var det första studioalbumet där Alan Wilder medverkade. Han skrev två låtar till skivan.

## Låtlista
1. "Love, In Itself" (4:29)
2. "More Than a Party" (4:45)
3. "Pipeline" (5:54)
4. "Everything Counts" (4:19)
5. "Two Minute Warning" (4:13)
6. "Shame" (3:50)
7. "The Landscape is Changing" (4:47)
8. "Told You So" (4:24)
9. "And Then..." (4:34)
10. "Everything Counts (Reprise)" (0:55)

- Den amerikanska utgåvan lägger till "Everything Counts (Reprise)" till slutet av "And Then..." och inkluderar en singelversionen av "Everything Counts (In Large Amounts)" (7:23) som den tionde låttiteln.
- Samtliga låtar är skrivna av Martin L. Gore förutom nummer 5 och 7 som är skrivna av Alan Wilder.

## Singlar
1. "Everything Counts"
2. "Love In Itself"